# Де Севр, Маргарита
Маргари́та де Севр (фр. Marguerite de Sèvres; ок. 1885 — не ранее 1968) — французская актриса, певица и танцовщица. Более всего известна как безответная любовь великого грузинского художника-примитивиста Нико Пиросмани. Чувствам гения к Маргарите посвящено огромное количество стихотворений, фильмов и песен, в том числе знаменитая песня «Миллион алых роз».

## Биография
Возможно, Маргарита де Севр родилась около 1885 года, так как на момент встречи с Нико Пиросмани ей было около 20 лет. В 1905 (по другой версии — в 1909 году) вместе с театром миниатюр «Бель Вю» приехала выступать в Российскую империю. Маргарита пела и танцевала кекуок в духанах и кафешантанах. Во время выступления в одном из тифлисских кафе её заметил художник-примитивист Нико Пиросмани. Нико, известный в Тифлисе как «маляр, расписывающий вывески» и содержатель лавки, в которой продавались молочные продукты и мёд, влюбился в актрису.
Однажды к гостинице, в которой жила Маргарита, подъехали арбы, доверху гружёные цветами. Это были розы, сирень, веточки акации, анемоны, пионы, лилии, маки и многие другие цветы. Они были посланы певице. Сначала привыкшая к аплодисментам и цветам Маргарита думала, что подарок прислал ей какой-то поклонник. Она даже не догадывалась, что для того, чтобы купить цветы, Пиросмани (а цветы прислал ей именно он) продал свою лавку. Сам Нико, по одной версии легенды, уехал кутить с друзьями, а по другой версии, находился там же, перед гостиницей. Поняв, от кого цветы, Маргарита, по этой же версии легенды, вышла на улицу и крепко поцеловала Пиросмани в губы. Вскоре её гастроли в Тифлисе завершились (по другой версии, она уехала с богатым поклонником), и больше художник и певица никогда не встречались. В память о своей любви Нико в 1909 году написал картину «Актриса Маргарита».
В 1968 году, через 50 лет после смерти Пиросмани, выставка его работ проходила в Лувре. Однажды в музей пришла старушка и долго стояла возле картины «Актриса Маргарита», а потом заплакала. Старушка оказалась той самой Маргаритой де Севр. Ей было уже больше 80 лет. Актриса попросила сфотографировать её на фоне полотна, что и сделали работники Лувра. Также Маргарита принесла с собой письма, которые посылал ей когда-то Нико Пиросмани — после того, как певица уехала из Тифлиса, Нико часто видели на почте. Но представители грузинской делегации, организовавшей выставку, не решились взять эти письма по причине того, что в СССР общение с иностранцами могло иметь сложные последствия. На данный момент неизвестно, куда делись эти письма и что в них было написано.
Неизвестно также, где и когда умерла Маргарита де Севр, любовь Нико Пиросмани.

## Маргарита де Севр в мировой культуре
В прозе
- Пьеса Вадима Коростылёва «Пиросмани... Пиросмани... Пиросмани...» (монологи). Второе её название — «Праздник одиночества». Маргарита в пьесе действует как ожившая картина Пиросмани.
- Исторический роман Валериана Маркарова «Легенда о Пиросмани».

В поэзии и вокале
- Песня Аллы Пугачёвой «Миллион алых роз» на стихи Андрея Вознесенского и музыку Раймонда Паулса.

В кинематографе
- 1969 — Пиросмани
- 1980 — Здравствуйте, все!
- 1985 — Арабески на тему Пиросмани (короткометражный)